# Route aérienne
 (mars 2014).
Si vous disposez d'ouvrages ou d'articles de référence ou si vous connaissez des sites web de qualité traitant du thème abordé ici, merci de compléter l'article en donnant les références utiles à sa vérifiabilité et en les liant à la section « Notes et références ».
Pour les articles homonymes, voir Route (homonymie).

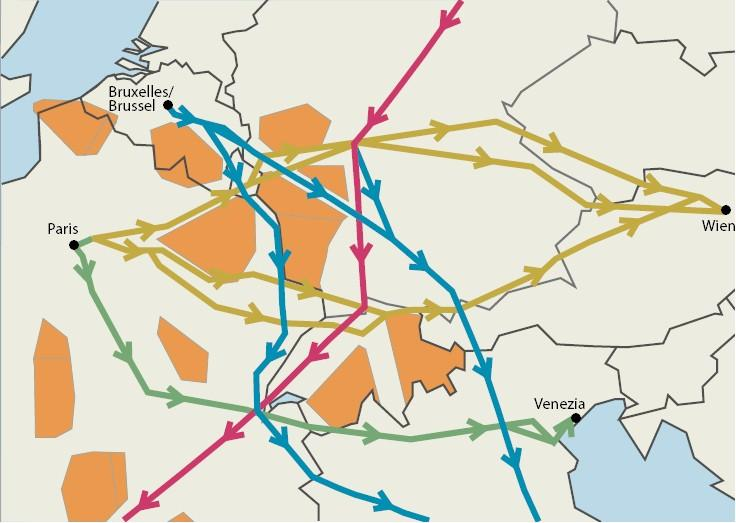
Exemples de routes aériennes en Europe

Une route aérienne est un itinéraire réservé et prédéfini par un plan de vol permettant de rallier un aéroport depuis un autre, pouvant comporter des étapes ou escales. La route aérienne emprunte des couloirs aériens, qui sont des zones réservées à la circulation des aéronefs.

## Plan de vol
Les plans de vol se présentent sous forme de tableaux comportant les noms des intersections ou des VOR/DME survolés par l'aéronef, la distance et le cap entre ces balises, la latitude et longitude de ces balises ainsi que leur nom réel. (exemple : "SPL" correspond au VOR/DME d'Amsterdam Schiphol). Il est en effet important de savoir que tous les VOR sont caractérisés par trois lettres (ou deux lettres de façon occasionnelle) et que toutes les intersections sont caractérisées par cinq lettres (exemple : "AMFOU" ). Les routes aériennes d'un plan de vol sont délimitées au départ par le dernier point de la SID et à l'arrivée par le premier point de la STAR.
Les routes aériennes ne sont jamais modifiées, car chaque avion emprunte les routes qui lui permettent d'arriver le plus rapidement et en toute sécurité à sa destination. Cependant, il y a une particularité pour ce qui est des routes transatlantiques nord.
Les NATs (North Atlantic Tracks) sont modifiées chaque jour selon les conditions météorologiques pour réduire les temps de vol et les consommations des avions. De plus, du fait qu'il n'existe aucun VOR ou intersection au milieu de l'Atlantique, le plan de vol intègre, au-dessus de l'océan, des points de passage fictifs caractérisés par leurs coordonnées géographiques.

## Niveau des routes aériennes
Il existe une réglementation internationale du niveau de vol des aéronefs selon leur cap. 
Du cap 000 à 179, l'aéronef vole à un niveau impair (FL310, FL330, FL350, FL370, FL390 si l'appareil est compatible RVSM) et inversement, du cap 180 à 359, l'aéronef vole à un niveau pair (FL320, FL340, FL360, FL380, FL400). Cependant, il existe là encore des particularités : certains pays en Europe n'appliquent pas la même réglementation, c'est le cas entre autres de la France qui applique le système suivant : du cap 270 à 089, niveau pair, et du cap 090 au cap 269, niveau impair.
Enfin, la majeure partie des vols se situent entre les niveaux FL300 et FL400. Cependant pour les vols de courte distance, des niveaux de vol inférieurs sont parfois obligatoires. Exemple : vol LFPG-EHAM : Paris CDG - Amsterdam Schiphol. Niveau de vol maximal = FL250. Le Concorde volait entre les niveaux FL500 et FL550 pour des raisons pratiques et techniques.